# Двінська
Дві́нська (рос. Двинская) — присілок у складі Тугулимського міського округу Свердловської області.
Населення — 29 осіб (2010, 42 у 2002).
Національний склад станом на 2002 рік: росіяни — 81 %.